# 예시카 안데르손
예시카 안데르손(Jessica Andersson, 1973년 10월 27일 ~ )은 스웨덴의 가수이다.